# Municipio de Stafford (Kansas)
El municipio de Stafford (en inglés: Stafford Township) es un municipio ubicado en el condado de Stafford en el estado estadounidense de Kansas. En el año 2010 tenía una población de 1159 habitantes y una densidad poblacional de 12,41 personas por km².

## Geografía
El municipio de Stafford se encuentra ubicado en las coordenadas 37°57′2″N 98°37′51″O / 37.95056, -98.63083. Según la Oficina del Censo de los Estados Unidos, el municipio tiene una superficie total de 93.36 km², de la cual 93,33 km² corresponden a tierra firme y (0,02 %) 0,02 km² es agua.

## Demografía
Según el censo de 2010, había 1159 personas residiendo en el municipio de Stafford. La densidad de población era de 12,41 hab./km². De los 1159 habitantes, el municipio de Stafford estaba compuesto por el 94,82 % blancos, el 0,69 % eran afroamericanos, el 1,55 % eran amerindios, el 0,17 % eran asiáticos, el 1,38 % eran de otras razas y el 1,38 % eran de una mezcla de razas. Del total de la población el 5,26 % eran hispanos o latinos de cualquier raza.